# Папин
Папин (словац. Papín) — село в Словаччині, Гуменському окрузі Пряшівського краю. Розташоване в північно-східній частині Словаччини в Низьких Бескидах в долині Удави.
Уперше згадується у 1451 році.
У селі є римо-католицький костел з 1756 року в стилі бароко, у 1846 році перебудований в стилі класицизму.

## Населення
| Рік:            | 1994. | 2004.   | 2014.   | 2024.    |
| --------------- | ----- | ------- | ------- | -------- |
| Кількість осіб: | 1110  | 1075    | 999     | 869      |
| Різниця:        |       | -3,15 % | -7,06 % | -13,01 % |

| Рік:            | 2023. | 2024.   |
| --------------- | ----- | ------- |
| Кількість осіб: | 868   | 869     |
| Різниця:        |       | +0,11 % |

У селі проживає 1016 осіб.
Національний склад населення (за даними останнього перепису населення — 2001 року):
- словаки — 97,38 %,
- русини — 0,72 %,
- українці — 0,27 %,
- цигани — 0,09 %,
- чехи — 0,09 %.

Склад населення за приналежністю до релігії станом на 2001 рік:
- римо-католики — 90,86 %,
- греко-католики — 6,33 %,
- православні — 0,72 %,
- протестанти — 0,09 %,
- не вважають себе вірянами або не належать до жодної вищезгаданої конфесії — 1,99 %.